# Zakłady Wytwórcze Lamp Elektrycznych im. Róży Luksemburg

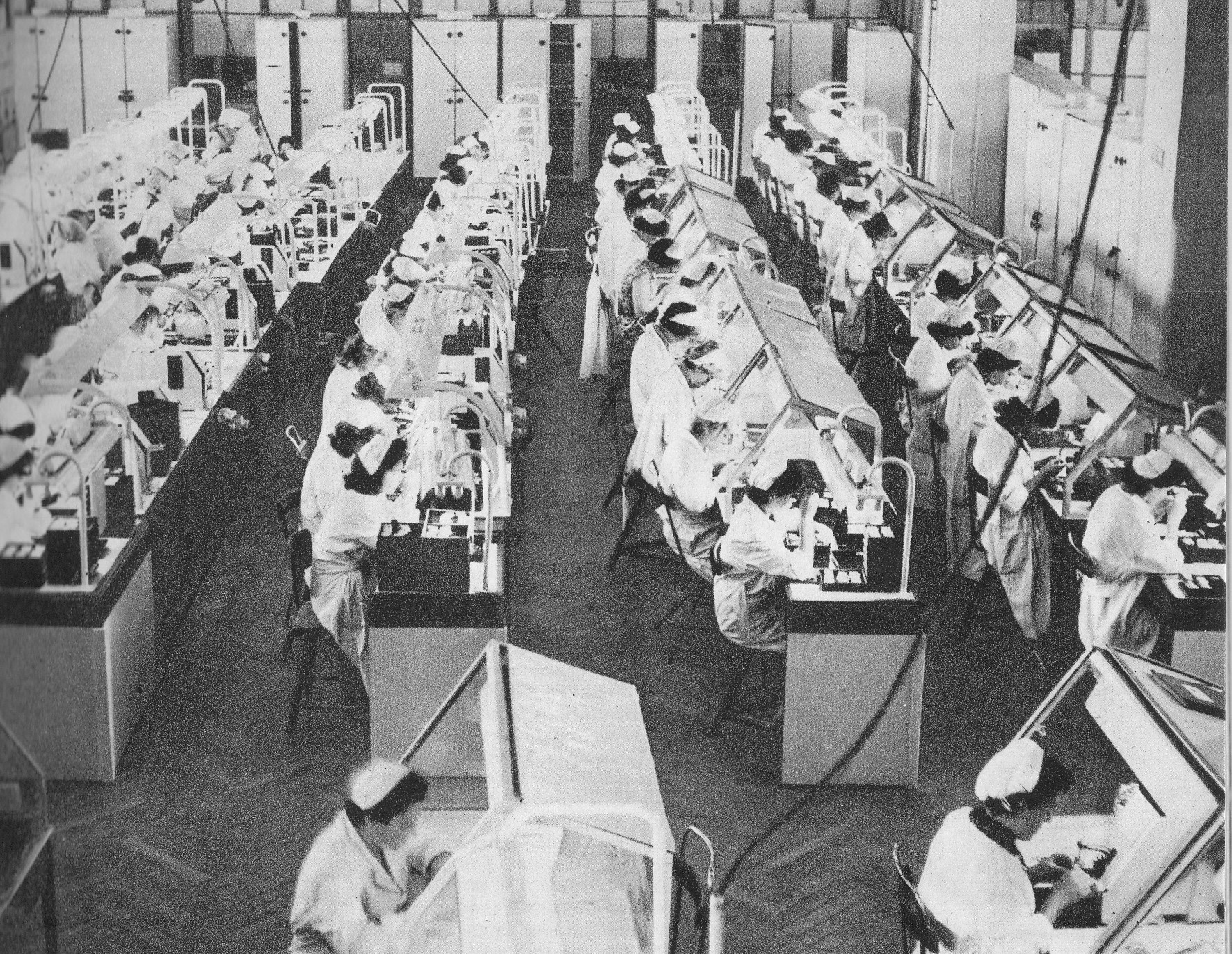
Jedna z hal produkcyjnych w latach 60.

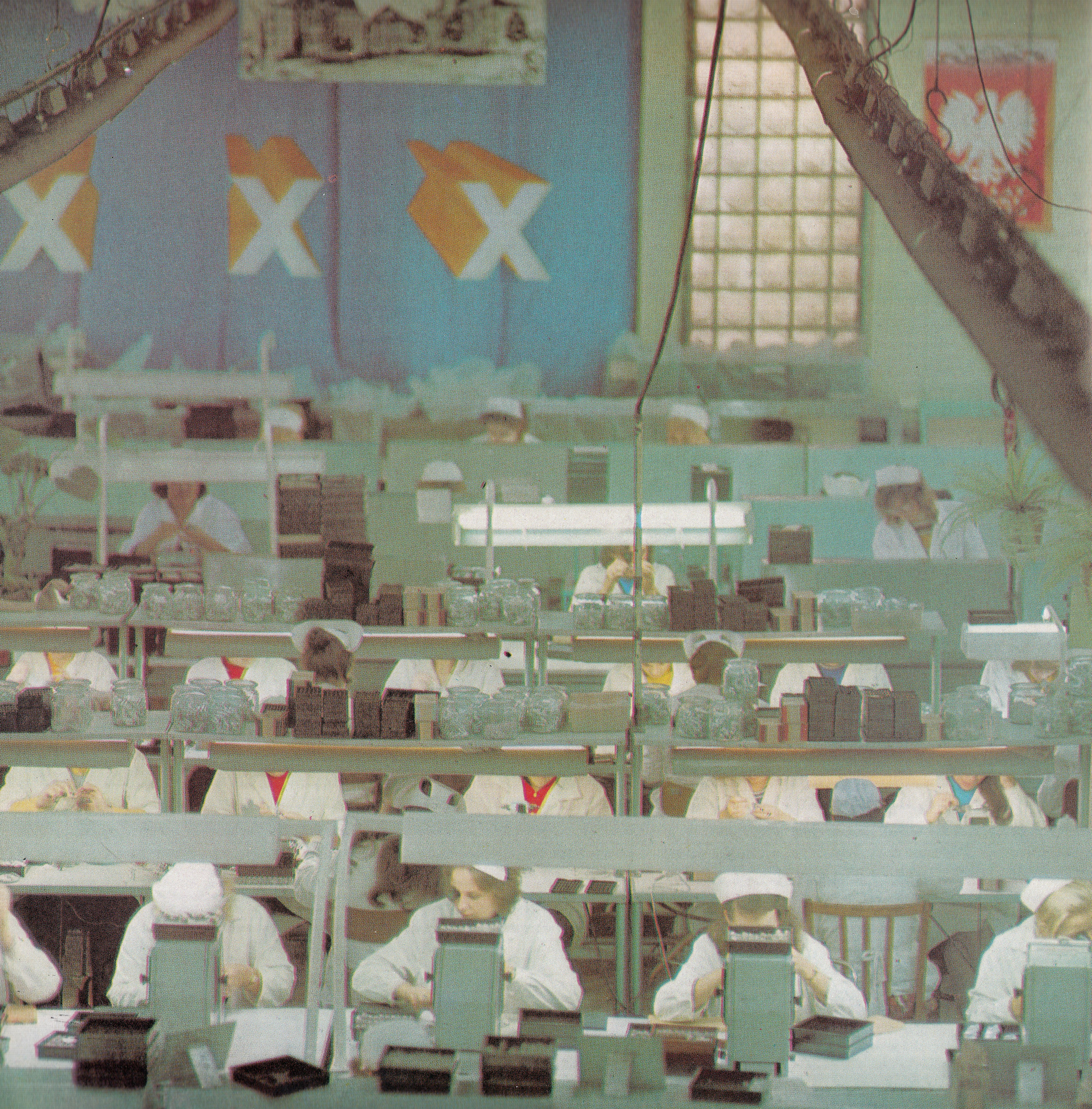
Hala montażu odbiorczych lamp elektronowych na początku lat 70.

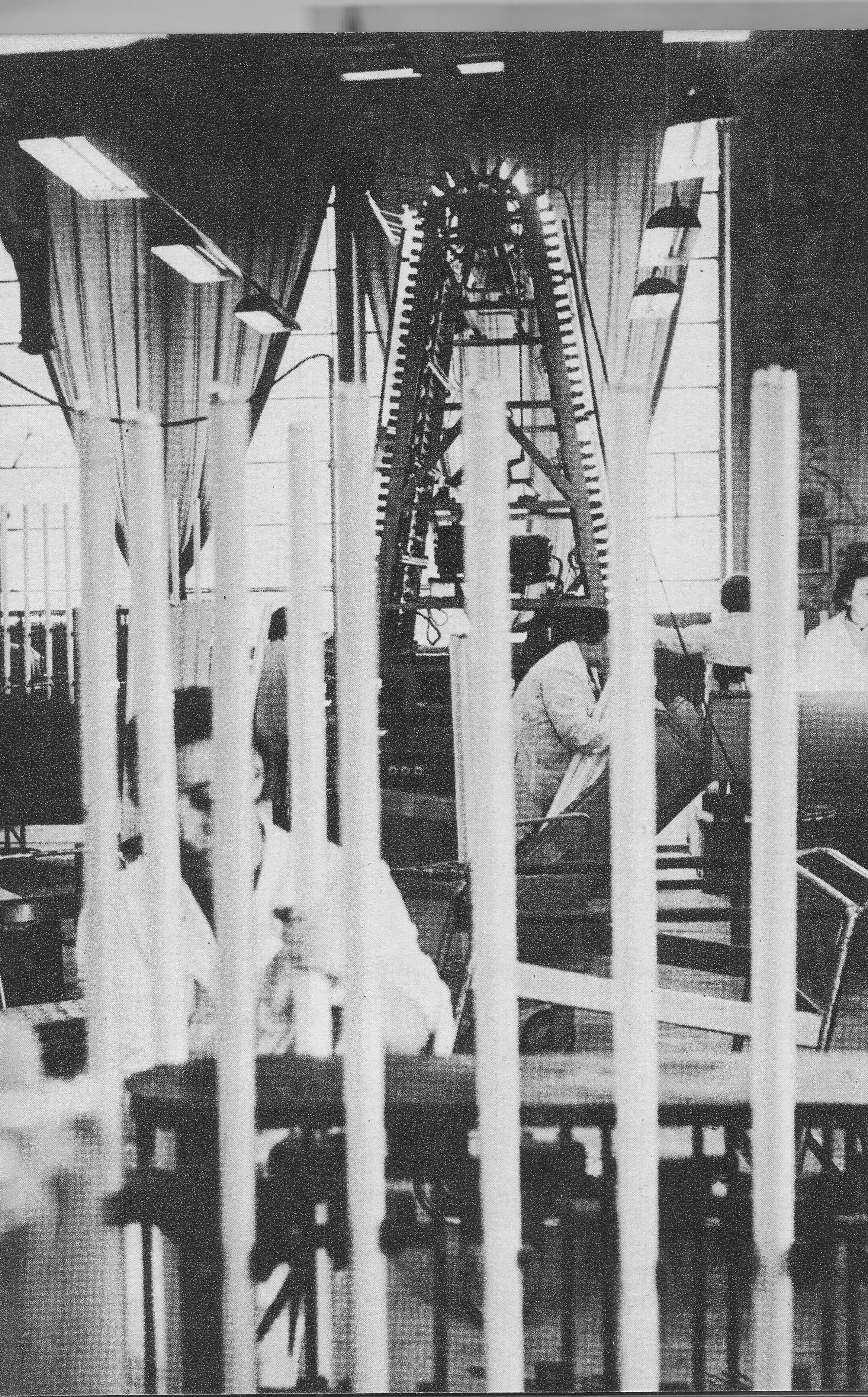
Produkcja świetlówek, ok. 1971

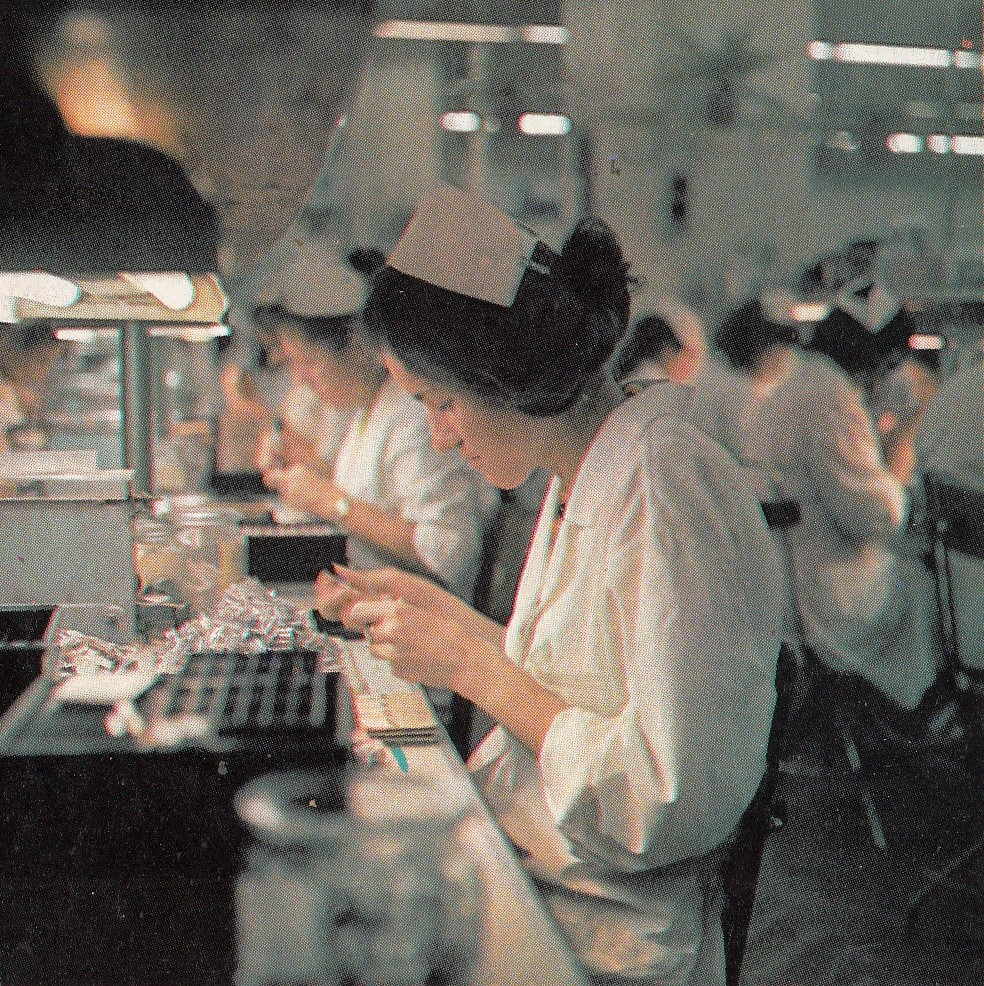
Pracownice przy pracy w latach 70.

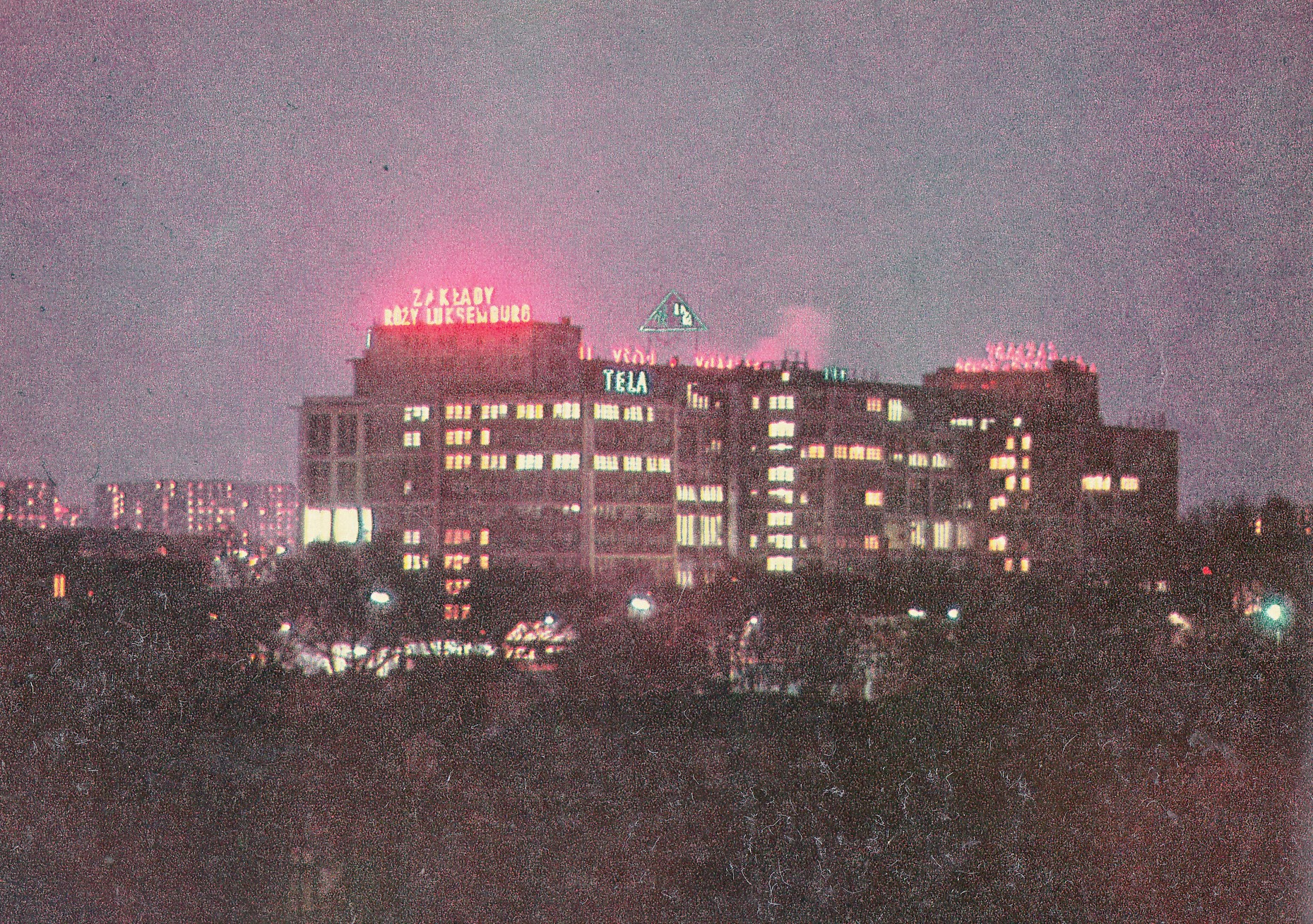
Kompleks zakładów nocą, lata 60.

Zakłady Wytwórcze Lamp Elektrycznych im. Róży Luksemburg – przedsiębiorstwo znajdujące się w dzielnicy Wola w Warszawie, produkujące lampy i żarówki, działające w latach 1922–1991.

## Historia

### Okres międzywojenny
- 1922 – Polsko-Holenderska Fabryka Lampek Elektrycznych założona przez koncern N.V. Philips rozpoczęła przy ul. Karolkowej 36 na Woli budowę pierwszej hali produkcyjnej – maszyny sprowadzone z Holandii początkowo zmagazynowane były przy ul. Żelaznej 59, gdzie szkolono też przyszłą załogę.
- 1923 – uruchomienie produkcji żarówek przy ul. Karolkowej.
- 1927–1928 – rozpoczęcie prac nad budynkiem administracyjnym przy ul. Karolkowej 44, początek produkcji lamp elektronowych.
- 1928 – zmiana nazwy z Polsko-Holenderska Fabryka Lampek Elektrycznych na Polskie Zakłady Philips S.A., Warszawa, ul. Karolkowa 36-44
- 1929 – powstaje nowa hala fabryczna i baraki przy ul. Przyokopowej róg Grzybowskiej.
- 1930 – koniec budowy czteropiętrowego budynku biurowego, gdzie 3200 m² przeznaczono na potrzeby montażu radioodbiorników, a 1200 m² na cele biurowe, zakończono także budowę huty szkła lampowego przy ul. Karolkowej (gdzie wytwarzano nie tylko prefabrykaty szklane do żarówek i lamp radiowych, ale i butle izolacyjne do termosów).
- 1937 – koniec budowy kolejnego budynku fabrycznego, dwupiętrowego.
- 1938 – roczna produkcja wynosi 4 000 000 sztuk żarówek, w asortymencie zakładów znajdują się: żarówki głównego szeregu i żarówki miniaturowe, trzonki, balony, rurki i pręty do żarówek, elektronowe lampy odbiorcze (montowane z detali w większości importowanych i częściowo wytwarzanych na miejscu), radioodbiorniki montowane z części sprowadzanych z Holandii oraz z półfabrykatów własnych, jak głośniki, kondensatory obrotowe, kondensatory papierowe, oporniki, cewki, skale, napędy skal (część materiałów do tych półfabrykatów również była importowana, np. magnesy stałe, stożki do głośników, blacha mosiężna), nadajniki i odbiorniki specjalne, cewki Pupina, termosy.
- 1939–1944 – zajęta przez Niemców fabryka produkuje m.in. aparaty nadawczo-odbiorcze do okrętów podwodnych, czołgów i samolotów.
- 1944 – fabryka zostaje zajęta przez powstańców w czasie Powstania Warszawskiego, po klęsce powstania maszyny i urządzenia zostały zdemontowane przez okupanta i wywiezione do Niemiec i Austrii, wywieziono także część personelu i spalono budynki fabryczne.

### Okres powojenny
- 27 lutego 1947 – podpisanie umowy z firmą Philips na dostawę maszyn i urządzeń do produkcji żarówek i ich detali oraz na przeszkolenie specjalistów w zakładach holenderskich.
- 9 grudnia 1948 – powstaje z połączenia z Państwową Fabryką Lamp Radiowych z Dzierżoniowa (przeniesionej do Warszawy) przedsiębiorstwo państwowe pod nazwą Zakłady Wytwórcze Lamp Elektrycznych z siedzibą przy ul. Karolkowej.
- 22 lipca 1949[2] – uruchomienie produkcji lamp elektronowych, świetlówek, skrętek i elektrod i początki budowy 10-piętrowego budynku fabrycznego.
- 1952 – przeniesienie do częściowo gotowego budynku fabryki żarówek z ul. Nowowiejskiej oraz wytwórni lamp radiowych z prowizorycznych baraków.
- 1953 – ukończenie budowy głównego budynku i przeniesienie do niego zakładu produkcji świetlówek, początek produkcji trzonków, drutów wolframowych i molibdenowych do lamp oświetleniowych i elektronowych oraz lamp nadawczych.
- 1954 – produkcja własnych luminoforów, pierwsze próby produkcji diod i lamp mikrofalowych, na Politechnice Warszawskiej otwarta została specjalizacja w zakresie techniki oświetleniowej jako wsparcie dla Biura Konstrukcyjnego.
- 1955 – próba wykonania tranzystorów ostrzowych i przeniesienie produkcji drutów wolframowych, molibdenowych i płaszczowych oraz próżniowych metali lampowych do nowego budynku przy ul. Kolejowej 59-61 – powstają wyodrębnione: Zakłady Materiałów Lampowych METLAM oraz Zakłady Budowy Maszyn Lampowych w Warszawie przy ul. Karolkowej 13 (potem ul. Siedmiogrodzka 1-3).
- 1956 – seryjna produkcja lamp oscyloskopowych oraz mikrofalowych, utworzenie Przemysłowego Instytutu Elektroniki.
- 1958 – przeniesienie produkcji lamp oscyloskopowych i kineskopowych do nowo wybudowanego Zakładu Lamp Oscyloskopowych Zelos w Piasecznie oraz produkcji lamp nadawczych i mikrofalowych do Zakładu Lamp Nadawczych Lamina w Piasecznie.
- 1961 – początek produkcji lamp rtęciowych na licencji Philipsa o mocach 80, 125, 250 i 400 W.
- 1964 – przekazanie produkcji żarówek głównego szeregu i żarówek samochodowych do fabryk w Pabianicach, Katowicach i Pile, powstają Zakłady Wytwórcze Lamp Elektrycznych składające się z:
  - Zakłady Wytwórcze Lamp Elektrycznych w Warszawie
  - Pabianicka Fabryka Żarówek POLAM
  - Śląska Fabryka Żarówek HELIOS
  - Pilska Fabryka Żarówek LUMEN
  - Zakłady Materiałów Lampowych METLAM
  - Zakłady Budowy Maszyn Lampowych UNIMA
  - Zakłady Lamp Elektronowych DOLAM
  - Koszalińskie Zakłady Maszyn UNIMASZ
  - Fabryka Opakowań Blaszanych MEWA
- 1968 – nowa technologia pokrywania baniek lamp rtęciowych luminoforem, następne lata to ilościowy rozwój produkcji.
- 1970 (styczeń) – powołanie do życia Kombinatu Źródeł Światła „Unitra-POLAM” z zakładem wiodącym w Warszawie.
- 1971 (styczeń) – przekształcenie w Kombinat Techniki Świetlnej POLAM.
- 1972 powstaje:
  - Ośrodek Badawczo-Rozwojowy Techniki Świetlnej (OBRTŚ)
  - Zakład Doświadczalny Sprzętu Oświetleniowego i Urządzeń Technologicznych (ZDSOiUT)
- 1973 – wejście w skład Kombinatu Zakładu Metalowego ZWLE w Pułtusku jako samodzielnego zakładu oraz
- 1975 – prace nad wysokoprężnymi lampami sodowymi i wdrożenie do produkcji
- 1975–1982 – opracowanie i wdrożenie do produkcji halogenowych żarówek samochodowych
- latach 80. XX wieku – w asortymencie znajdują się: żarówki halogenowe samochodowe, żarówki halogenowe projekcyjne, żarówki halogenowe na napięcia 220-230 V, halogenowe promienniki podczerwieni, wysokoprężne lampy sodowe, lampy rtęciowo-żarowe, lampy ksenonowo-impulsowe, lampy medyczne (UV), lampy w szkle Wooda, lampy halogenowo-rtęciowe i układy zapłonowe.
- 1991 – prywatyzacja zakładu w Warszawie

## Teraźniejszość

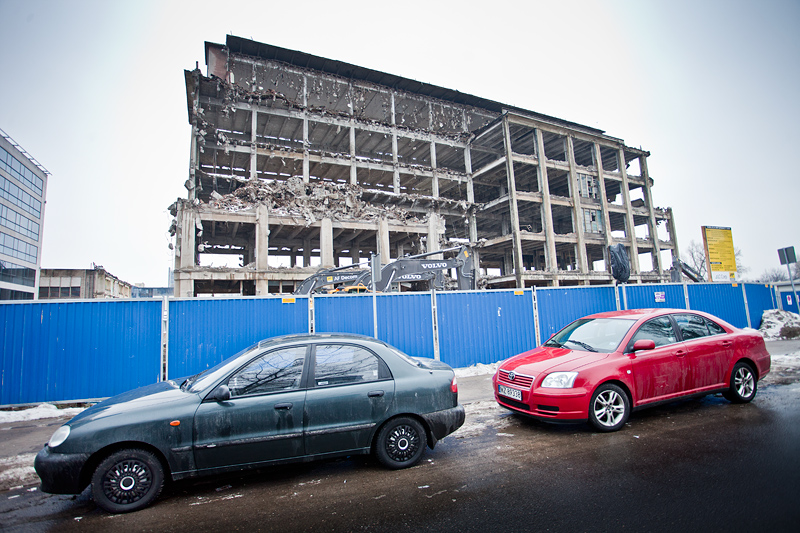
Zakład w 2011 podczas wyburzania od strony ul. Przyokopowej

W 1991 nastąpiło rozbicie zakładu na 4 spółki: Polamp-Warszawa, NATRIUM, Halzet i Polam-Elta, a w 1993 budynki upadającego zakładu zostały sprzedane, za pośrednictwem brytyjsko-polskiej firmy Fintrade, polskiej firmie Eurotrade-Pol. 30 grudnia 1994 budynek i teren nabył Universal SA i po początkowej modernizacji budynku na obiekt bankowo-usługowy wszelkie prace zostały przerwane na skutek zbyt dużego stężenia rtęci (według oficjalnych danych).
Od tamtej pory obiekt fabryczny stał opustoszały i niewykorzystany, z wyjątkiem niektórych pomieszczeń wynajmowanych przez różne firmy, m.in. jako pole walki dla miłośników paintballa. W obiekcie administracyjnym pomieszczenia wynajmowały małe prywatne firmy.
W 2011 r. budynek został wyburzony.

## Inne informacje
- Zakłady Wytwórcze Lamp Elektrycznych im. Róży Luksemburg były jednymi z pierwszych przedsiębiorstw w Warszawie, które wprowadziły gimnastykę w czasie pracy[4].